# Perisama tristrigosa
Perisama tristrigosa är en fjärilsart som beskrevs av Butler 1873. Perisama tristrigosa ingår i släktet Perisama och familjen praktfjärilar. Inga underarter finns listade i Catalogue of Life.